# 親吻 (韓國綜藝)
《親吻》（韓語：입맞춤），為韓國KBS電視台於2019年推出的綜藝節目，由金鍾國、昭宥等人共同主持，節目主軸為韓國音樂界的男歌手們為了與自己聲音最相符（包含敘事曲、搖滾、國樂、rap等類型）的天生緣分二重唱，不分年齡共9名男女歌手參與其中，最終找到彼此搭檔的特別二重唱並將呈現夢幻般的合作舞臺。過程中會在野外民宿中展開的男女的才能、口才、魅力對決，預計將超越一般戀愛節目，進而奪走觀眾們的心。

## 節目成員

### 主持人
- 金鍾國

### 成員
- 昭宥
- 宋素喜
- 玟星（MAMAMOO）
- Punch
- DinDin
- 燦多（B1A4）
- 崔政勛
- 孫泰鎮
- 南太鉉

## 收視率
- 以下紀錄《親吻》節目收視率[5][6]。

| 2019年 | 2019年   | 2019年          | 2019年 |
| 集数   | 播放日期 | 收视率          | 收视率 |
| 集数   | 播放日期 | AGB尼爾森收視率 | 全國   |
| ------ | -------- | --------------- | ------ |
| 1      | 3月5日   | 1.5%            | 1.3%   |
| 2      | 3月12日  | 1.6%            | 1.4%   |
| 3      | 3月19日  | 1.5%            | 1.3%   |
| 4      | 3月26日  | 2.0%            | 1.8%   |

## 外部連結
- 官方網站 （页面存档备份，存于）